# Сосновое (озеро, Бурятия)
Сосно́вое (бур. Нарһата нуур) — озеро в Еравнинском районе Республики Бурятии. Входит в состав Еравно-Хоргинской системы озёр.
Площадь поверхности озера — 24 км², площадь водосборного бассейна — 224 км². Высота над уровнем моря — 949,3 метра. Имеет размеры около 6,5 километра в длину и до 4,3 километра в ширину. В северной части соединено протокой с озером Большим Еравным. Озеро богато рыбой.
На южном берегу расположено село Сосново-Озёрское, административный центр Еравнинского района. По южному и восточному берегам озера проходит автомобильная дорога Улан-Удэ — Романовка.
Существует легенда о происхождении озера: на землю падал камень и в полёте раскололся на три крупных глыбы, тридцать три камня и множество мелких камней. Когда камни упали, пошёл сильный дождь, и вода заполнила углубления от упавших камней. Так образовались озёра Большое Еравное, Малое Еравное, Сосновое и другие.